# Никола Шугар
Др Никола Шугар (Суботица, 1897 — Суботица или Терезин, 1945) био је лекар специјалиста за нервне болести, јеврејског порекла. Као Фројдов ученик, сматра се, уз Хуга Клајна, оцем психоанализе у тадашњој Краљевини Југославији. За разлику од Хуга Клајна, Шугар се бавио искључиво психоаналитичком (психотерапијском праксом) читав радни век, био је једини школски аналитичар и редовни члан Бечког психоаналитичког удружења, писао радове у признатим међународним часописима, учествовао на конгресима, те основао групу чији су чланови након рата постали кључни за развој психоанализе у Југославији.

## Биографија
Никола је рођен 25. августа 1897. у Суботици, у јеврејској породици, као најмлађе од четворо деце Перл Паулине и Беле Шугара, трговца конфекцијском робом. У време његовог рођења, отац Бела имао је 40 година, а мајка Паулина 25. Породица је била грађанска, нерелигиозна и не превише богата. Шугар је имао старијег брата и две сестре. Основну школу и гимназију је завршио у Суботици, био је одличан ученик и једини је у породици наставио школовање. Отац му је умро 1934. године, седам година након што се Никола вратио из Беча и отворио приватну праксу у Суботици. Мајка је умрла у Аушвицу, а током Другог светског рата је изгубио брата и једну сестру.
Пошто је одбијен у Будимпешти и Бечу, студије медицине успешно је уписао у Прагу, где је дипломирао 1923. године. Након тога одлази у Берлин где се заинтересовао за психоанализу и завршио специјализацију (лекар специјалиста за нервне болести). Проводи две године на дидактичкој анализи код Феликса Боема. Усавршавање наставља у Бечу, где је слушао Фројдова предавања и упознао Ану Фројд. Постао је члан бечког психоаналитичког друштва (1933—1938), а након тога Будимпештанског психоаналитичког друштва.
Био је омиљен у друштву због свог смисла за хумор, великог знања и широког образовања. Истовремено, био је веома повучен и затворен. Донекле мистериозан, крајње резервисан и повучен, несклон да прича о себи. Избегавао је фотографисање, јер га нема на групним фотографијама догађаја за које се засигурно зна да им је присуствовао. Никада се није женио, нити чешће појављивао у друштву једне жене, иако је био омиљен у женском друштву. Шугар је био велики љубитељ музике и често посећивао концерте. Управо се његовој повучености могу приписати тешкоће да се дође до више биографских података. Ученици које је имао на анализи су наводили да се чврсто држао психоаналитичких принципа и никада нису могли да наслуте шта о нечему мисли

## Терапијски рад
Шугар се, након школовања у иностранству, вратио у Суботицу и 1927. године отворио приватну праксу у Трумбићевој 20. У почетку је имао мало посла, али је ускоро почео да ради са великим бројем пацијената. Био је познат као „лекар за алкохолизам“. Пацијенти су долазили из Суботице али и из околних градова Сомбора, Вршца и Куле. И сам је једном недељно одлазио у Сомбор. Шугар је у практичном терапијском раду био типични „ортодоксни“ фројдовац. Клијент би лежао на каучу, причао о сновима и слободно асоцирао, а Шугар давао кратке и циљане интерпретације. Његова тумачења су била веома прецизна, кратка и усмерена.
У Београду наставља своју приватну праксу, радећи и даље доста са алкохоличарима. У овом периоду, редовни члан Бечког психоаналитичког удружења, Шугар успоставља и кључне контакте са особама из наше земље (нпр. Никола Поповић) захваљујући којима ће се психоанализа успоставити у Југославији.
Никола Шугар у Београду постаје један од покретача групе која се може сматрати језгром психоанализе у Србији. Неки подаци наводе да је 1937. године посетио Неуропсихијатријску клинику Медицинског факултета у Београду, и да је једино Војин Матић, тада специјализант, био заинтересован за прикључивање Психоаналитичком друштву, а исте године је започео анализу код Шугара која је трајала три године.
Психоаналитичко друштво основано је наредне, 1938. године. Оно није било члан Међународног психоаналитичког удружења (ово ће се десити тек много година касније са другим удружењем).
Забележено је да се група која се окупила око Шугара, у Београду окупљала једном месечно, у предвечерњим сатима, прво у Деканату Филозофског факултета – радној соби проф. Николе Поповића, тадашњег декана, а након забране 1940. године, у Шугаровом стану.
Поред радова у стручним психоаналитичким часописима, Шугар је писао и о другим темама – о економским и политичким догађајима. Занимљиво је да се залагао за брисање параграфа о абортусу, сматрајући да његова забрана не доприноси подизању наталитета већ нестручним и опасним праксама те да их треба заменити промовисањем контрацепције. Проституцију види као последицу малограђанског морала која је резултат ограничавања сексуалног живота на избор између полног брачног живота или апстиненције. У складу са психоаналитичком оријентацијом и њеном придавању важности сексуалном нагону, бави се и проблемом нерешеног стамбеног питања и његовим утицајем на личност (одсуство сопствене просторије у којој се може водити неометани сексуални живот, што највише погађа сиромашне слојеве, води томе да припадници сиромашнијих слојева често морају сексуални однос обављати обучени, у стању напетог ишчекивања изненађења или пригушено, због присуства трећих лица.
Занимљиво је да у чланку „Право и насиље“ говори о моћи и насиљу заједнице. „ (…) заједница од почетка обухвата појединце неједнаких моћи (мушкарци – жене, одрасли – деца, победници – побеђени) те право постаје израз неједнаких односа и оно ће бити кројено према моћнима, док потлачени добијају мања права“.
Ови чланци су значајни зато што подвлаче улогу економских и социјалних фактора у психичким поремећајима, што га је учинило раним поборником покрета тек касније формираних у психоанализи, а који су наглашавали утицај социјалних фактора. „Нема неуротичног стања у чијем настанку у садашњости или прошлости не играју улогу и социјални или економски услови (…)“.
Шугар је предвиђао да ће у будућности значајан задатак психоанализе бити у профилакси неуроза (менталној хигијени) што је много значајнији задатак од лечења појединаца.
Изразито је занимљив чланак који је Шугар писао са P. Schilderom „О схизофреним поремећајима говора“. Анализирајући садржај и формалне аспекте разговора са пацијентом са дијагнозом схизофреније, установили су да када говори о суманутим идејама, пацијент чешће користи реченичку форму карактеристичну за индиректан говор, док када говори о свакодневним догађањима, говор му постаје директан. Из овога су извукли закључак да пацијент заправо прави разлику између стварности и својих делузија. Ово је значајно због тога што рад са психозама у психоанализи тада, а и данас, није баш уобичајен
Шугар је у Београду провео око четири године, да би се приликом бомбардовања Београда, пешке вратио у Суботицу. Његова богата, лепо сложена и педантно одржавана психоаналитичка библиотека, која је остала у стану у Београду, убрзо је опљачкана.

## Смрт
Године 1944. године, Шугар је са члановима своје породице и другим Јеврејима, депортован из Суботице. Једно време је провео на присилном раду у мањем месту Гросзигхартс, где је, поред рада на земљи, као лекар позиван у случајевима несрећа и тежих болести. Захваљујући томе се лакше кретао у обема зградама. Како је познавао више језика и био добро политички обавештен, успевао је да дође до информација и своју групу је редовно обавештавао о ратном стању. У неком тренутку, међутим, премештен је у други логор као „бунтовни елемент“ (изгледа да је дошао у конфликт са другим затвореником задуженим за дељење хране, због неправедних закидања у следовању хране). Тако је доспео у Берген-Белзен. Када је започело повлачење, заробљеници су данима остављени у вагонима који су били бомбардовани. Композиција је на крају стигла у логор Терезин. Последњи пут је виђен у логорској болници. Сутрадан га чланови породице нису могли пронаћи (нико није знао да ли је умро или одведен). Већина извора се слаже да је умро у Терезину. Сви чланови уже породице, сем једне сестре, животе су изгубили у логорима. Постоје индиција да је заправо умро на путу кући из депортације, због исцрпљености и болести од заточеништва у логору, како се наводи у новинама „Слободна Војводина“.

## Радови
Библиографија радова Николе Шугара:
- Sugar, Nikola (1925): zur Genese und Therapie von Homosexualität. Jahrbücher für Psychiatrie und Neurologie. 1925, 44, 2-3.
- Sugar, Nikola (1926): die Rolle des „Zahnreiz“ - Motivs bei Psychosen. IZP 1926, 12, 87-94.
- Sugar, Nikola; Schilder, Paul (Zur Lehre von den schizophrenen Sprachstörungen. Zentralblatt für die gesamte Neurologie und Psychiatrie. 1926, 104, 689-714.
- Sugar, Nikola (1932): Sigmund Freud magyarul. Naplo. 24.7.1932. (Sigmund Freud in Ungarn)
- Шугар, Никола (1937): Улога психоанализе у душевној хигијени и у профилакси психозе и неурозе, часопис Учитељ
- Sugar, Nikola (1938): Predavanja Iz Psihoanalize [lectures on Psycho-Analysis]: By M. Nikola Popovic. (Verlag Geza Kon, Belgrade,1934. Pp. 296.). Int. J. Psycho-Anal., 19, 242-244.
- Sugar, Nikola (1939): Freud es jelentösege. Naplo. 25.12.1939. (Freud und seine Wichtigkeit)
- Sugar, Nikola (1941): Zur Frage der mimischen Bejahung und Verneinung. IZP 1941, 26, 81-83.
- Sugar, Nikola (1941): Zur Frage der unbewußten Verständigung und der „ansteckenden“ Fehlhandlung. IZP 1941, 2, 84-87.